# Najib Tareque
Najib Tareque (en bengali নাজিব তারেক ; Dinajpur, 1970) est un graveur, peintre et écrivain bengali basé à Dacca, au Bangladesh.
Il est surtout connu pour ses œuvres de nouveaux médias (en) et pour être l'un des pionniers des galeries d’art en ligne au Bangladesh. Il a créé l'espace culturel Studio 6/6 avec son épouse Farhana Afroz Bappy et sa fille Taiara Farhana Tareque et est un membre fondateur de Jolrong, l'une des premières galeries d'art en ligne en Asie du Sud.
Depuis 1987, il a participé à diverses expositions collectives et individuelles tant dans le pays qu'à l'étranger.
En 1998, il a notamment été récompensé par le Département de la Forêt (en) du Ministère de l'Environnement, des Forêts et du Changement Climatique (en).

## Biographie

### Jeunesse et formation
Abu Najib Mohammad Tareque naît le 5 septembre 1970 à Borogur Gola, Dinajpur, dans le Pakistan oriental (devenu le Bangladesh). Fils de Tamizuddin et Nujratun Nisa, il est le cinquième d'une fratrie de sept. Suivant la carrière de son père, il passe son enfance et sa jeunesse à Thakurgaon, à Rajshahi et dans le district de Dinajpur.
Tareque étudie à l'école de son village, puis au collège pour garçon Rajshahi Collegiate School jusqu'en 1986, et enfin au lycée gouvernemental de Dinajpur. En 1987, il est admis à la faculté des Beaux-Arts (en) de l'Université de Dacca, d'où il sort diplômé en 1994 puis en 2000,,.
Étudiant, Tareque n'est que très peu actif dans le mouvement anti-autocratique de 1990 et pour le « Comité Nirmul (en) ».

### Vie professionnelle
Bien qu'il ne cesse de pratiquer, Najib Tareque se distance d'abord du monde de l'art et travaille comme dessinateur en chef pour des journaux nationaux, notamment Daily Jugantor de 1999 à 2001 et Daily Janakantha de 2002 à 2004,,.
Il travaille également pour Ekushey Television (en) de 2001 à 2003. De 2004 à 2011, il est nommé consultant en marketing de marque de la Standard Chartered Bank Limited à Dacca,,.
En outre, il est nommé secrétaire aux technologies de l'information du Bangladesh Charushilpi Sangsad,.
En plus d'avoir créé son atelier-galerie Studio 6/6, Tareque est un membre fondateur de Jolrong, l'une des premières galeries d'art en ligne en Asie du Sud.

### Vie personnelle
Najib Tareque a épousé l'artiste bangladaise Farhana Afroz Bappy. Ils ont une fille Taiara Farhana Tareque (née en 1994), elle aussi une jeune artiste, et un fils, Farhand Abu Tamjiad. En 2015, la famille d'artistes a lancé Studio 6/6, un espace d'art basé à Dacca,.

## Œuvre artistique
« La naissance de l'art se situe au plus profond du cerveau, là où se trouve aussi la mort. Une œuvre d'art est le squelette de l'art. Sur le marché des ventes, l'art n'est pas vendu, c'est le squelette de l'art qui est vendu. L'acheteur se forge son propre goût en achetant des œuvres d'art. Un enfant crée de l'art pour prouver son existence. Sans expression, il n'a pas d'autre moyen de prouver son existence. Avec l'âge, sa capacité d'expression s'accroît. Selon le choc de différents faits opposés, l'enfant est attiré par différentes règles et réglementations sociales, en plus de cela, le rôle sexuel ou le pouvoir de recréation qui est de préserver l'existence ou la créativité cache sa forme spontanée d'expression. L'existence sociale devient comme sa propre existence lorsqu'il sent que lui et la société sont les différentes formes d'une même existence, qu'il est l'unité de la société, sa créativité redevient spontanée. L'abstraction n'est pas un style. L'âme de l'art se trouve dans l'abstraction. L'angle de vision extrêmement délicat crée l'art abstrait ou brise le mur provisoirement impénétrable. Dieu est le symbole de la pulsion amoureuse, la sexualité est la preuve de la créativité. »

— Najib Tareque
Tareque est principalement un graveur, mais il a aussi réalisé de nombreuses œuvres dans différents médiums, notamment la peinture à l'huile, l'aquarelle, l'acrylique et la technique mixte, et est surtout connu pour ses œuvres sur nouveau média (en),.
Les premières œuvres de Tareque mettent en valeur la nature, la structure, les figures, les croquis et les portraits. Ses portraits et ses personnages sont considérés comme « semi-réalistes » et souvent surréalistes ou impressionnistes. La plupart de ses peintures ont des couleurs vives et les arrière-plans en mouvement sont dominants. Au départ, on note dans ses peintures une fragilité multivariée qui rappelle souvent les œuvres des artistes fauves. Les peintures de Paul Klee sont souvent évoquées lors de l'analyse de l'espace et de l'intention des peintures de Tareque Antarer Anusandhan et Naree Banam Naree. Tareque a souvent utilisé l'alphabet arabe et l'insertion de mots dans son œuvre. Il a essayé de créer sa propre forme d'art principalement en synthétisant différentes doctrines de la peinture plutôt qu'une doctrine spécifique.
En 1994, il organise deux expositions personnelles : la première, « Joy Manabata », se tient en mai à l'Alliance française de Dacca. La plupart des 42 tableaux de l’exposition ont pour sujet l’humain. Là où la forme humaine est représentée sous la forme de Durga, Nomad, Ravana, Ullas, etc. Certaines peintures de Tareque, qui croit en la théorie de l'évolution, se retrouvent dans la ressemblance du visage non humain avec le corps humain, à travers lequel il exprime son désir d'illustrer l'image laide de l'humain.
En 2009, il participe à une exposition collective organisée à Mumbai, en Inde. À cette occasion, il découvre l'illustration de couvertures de livres et de magazines littéraires, la décoration de vêtements, etc.,. Au Bangladesh, il essaye de transformer les illustrations traditionnelles des couvertures de livres en art moderne.
En 2015, Najib Tareque prend l'initiative de créer un pôle d'artistes et lance la galerie Studio 6/6 à Mohammedpur, Dacca, qu'il cofonde avec sa fille Taiara Farhana Tareque. La galerie a accueilli plusieurs expositions, ateliers et événements mettant en vedette des artistes de différents talents, tels que des musiciens, des peintres, des écrivains, etc..

### Art Makes Us Human
Le projet conceptuel d'art virtuel (en) en ligne Art Makes Us Human débute en juillet 2015 sur le réseau social Instagram. Plus tard en mai 2016, une exposition personnelle du projet est organisée dans la galerie Studio 6/6. Il s'agit de la première exposition physique de ce type dans le pays,, avec environ 15 estampes physiques de peintures numériques. Dans le cadre du projet, Tareque a composé son ancienne et sa nouvelle combinaison de décoration, en utilisant plusieurs de ses illustrations précédemment dessinées pour divers livres, journaux et magazines. Les œuvres d'art colorées utilisent principalement des traits audacieux, des couleurs frappantes et des motifs captivants pour créer des visages et des figures humaines, des oiseaux et différentes formes géométriques. Depuis son lancement en ligne, près de 1 500 œuvres ont été publiées dans le cadre du projet, sur divers réseaux sociaux, notamment Instagram, Pinterest, Tumblr et Facebook.
En avril 2017, une exposition commune du couple Tareque est organisée à Dacca dans leur propre galerie d'art Studio 6/6 sous le titre « Nirman » (« Construction »),.

### Illustrations de couverture
- Ghorer Latim Ar Sutar Jaymity Dhaka Tolpet (2010, autopublication)[22]
- Bokkhapinjor Bonam Ostho Ar Chokhbondher Kobita (2015)[23]
- And Those Other Ghosts Of Love (2016)[24]
- Ishwarer Sontanera (2017, Kotha Prakash)[25]

## Œuvres littéraires
En plus de d'être artiste visuel, Tareque a étudié la littérature : il notamment a écrit de la poésie et des essais. En 1996, il a écrit Kobitar Chitrayon Proshonge, un essai sur la peinture et la littérature publié dans le cadre du Young Writer' Project de l'Académie bengalaise. Il a également publié deux volumes de livres de dessins pour les enfants.
- Dhil Mari Tor Tiner Chale (1992)
- Kobitar Chitrayon Proshonge (1996, Académie bengalaise)
- Maddhomiker Khero Khata (décembre 2018, Prokriti)

## Prix et reconnaissance
- 1995 : Exposition nationale d'art miniature
- 1995 : Concours artistique pour jeunes artistes à l'occasion du 50e anniversaire de l'ONU, Académie Shilpakala du Bangladesh (en)
- 1997 : 2e prix Berger de Peinture
- 1998 : 3e prix Berger de Peinture
- 1998 : Exposition internationale d'art miniature
- 1998 : Journée internationale de l'ozone, Département de la Forêt (en) du Ministère de l'Environnement, des Forêts et du Changement Climatique (en).